# NGC 6241
NGC 6241 في الفهرس العام الجديد، هي مجرة، تقع في كوكبة الجاثي. اكتشفت في 29 أبريل 1788 بواسطة ويليام هيرشل.

## روابط خارجية
- NGC 6241 على موقع ويكي سكاي: DSS2, SDSS, GALEX, IRAS, Hydrogen α, X-Ray, Astrophoto, Sky Map, Articles and images